# Karstjärnen
Karstjärnen är en sjö i Ovanåkers kommun i Hälsingland och ingår i Ljusnans huvudavrinningsområde. Sjön har en area på 0,11 kvadratkilometer och ligger 227,1 meter över havet.

## Delavrinningsområde
Karstjärnen ingår i det delavrinningsområde (682453-149455) som SMHI kallar för Utloppet av Gryten. Medelhöjden är 297 meter över havet och ytan är 26,6 kvadratkilometer. Räknas de 7 avrinningsområdena uppströms in blir den ackumulerade arean 97,4 kvadratkilometer. Hässjaån som avvattnar avrinningsområdet har biflödesordning 3, vilket innebär att vattnet flödar genom totalt 3 vattendrag innan det når havet efter 101 kilometer. Avrinningsområdet består mestadels av skog (86 procent). Avrinningsområdet har 1,99 kvadratkilometer vattenytor vilket ger det en sjöprocent på 7,5 procent.